# Maria Isabel Antonini
Maria Isabel Junqueira Fonseca Antonini (São Paulo, 17 de outubro de 1985) é uma empresária, gestora e CEO brasileira. Atualmente ela é CEO do G4 Educação, uma companhia de capacitação empresarial focada em liderança e crescimento.

## Biografia
Nascida em São Paulo, Maria Isabel passou boa parte de sua infância, adolescência e início da vida adulta em Minas Gerais, terra natal de seus pais.
Em 2010, Maria Isabel se formou em Engenharia Industrial pela Universidade Federal de Minas Gerais e, em 2011, retornou a São Paulo para iniciar sua trajetória profissional.

## Carreira
Maria Isabel acumulou passagens por diversas empresas de grande porte no Brasil, com foco em atuação no segmento de gestão empresarial.

### CEMIG
Após graduar-se em Engenharia Industrial pela Universidade Federal de Minas Gerais (UFMG), Maria Isabel iniciou sua carreira na  Companhia Energética de Minas Gerais (CEMIG). Lá, atuou como analista de gestão de projetos entre fevereiro e dezembro de 2009, focando em usinas hidrelétricas e eólicas, onde desenvolveu habilidades em gerenciamento de projetos e análise técnica.

### Itaú Unibanco
Em janeiro de 2011, Misa foi aprovada no Programa de Trainees do Itaú Unibanco, o que a levou de volta a São Paulo. Durante o programa, destacou-se e consolidou-se na área de Relações com Investidores, sendo responsável pela divulgação trimestral de resultados, condução de conference calls e análise de mercado e concorrência. Sua experiência no banco durou até 2014.

### Grupo Pão de Açúcar e Via Varejo
Em março de 2014, Maria Isabel assumiu o cargo de gerente de controle de gestão e reporting no Grupo Pão de Açúcar (GPA), liderando a comunicação com os controladores da empresa, o grupo francês Casino. Após um ano de sucesso, foi promovida a gerente sênior de FP&A e Controladoria na Via Varejo, uma das principais empresas de varejo do país.

### Singu
Em fevereiro de 2018, Misa tornou-se sócia e Chief Financial Officer (CFO) da Singu, uma startup de serviços de beleza e bem-estar. Durante sua gestão, participou ativamente do processo de venda da empresa para o Grupo Natura, liderando negociações, elaboração do plano de negócios e due diligence da operação. Em 2021, foi nomeada CEO da Singu, conduzindo a empresa durante o processo de incorporação pela Natura.

### G4 Educação
Em novembro de 2022, Maria Isabel ingressou no G4 Educação como sócia e CFO, com a missão de estruturar a área financeira da empresa. Em setembro de 2024, após a renúncia de Tallis Gomes, assumiu o cargo de CEO.